# Vedad Ibišević

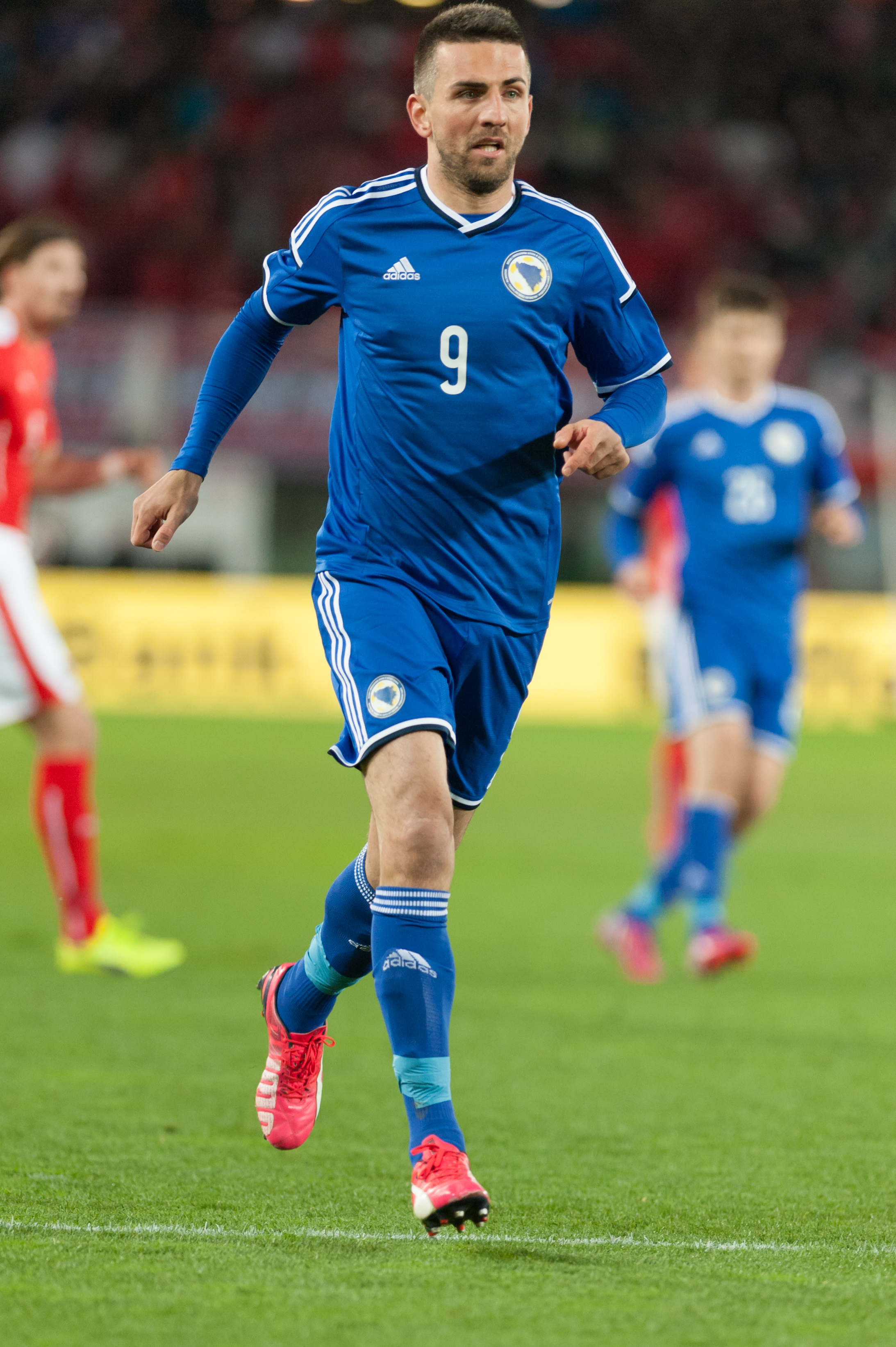
Ibišević tijdens een duel met Oostenrijk op 31 maart 2015.

Vedad Ibišević (Vlasenica, 6 augustus 1984) is een voormalige Bosnische profvoetballer die doorgaans als aanvaller speelde. Ibišević was van 2007 tot en met 2017 international in het Bosnisch voetbalelftal, waarvoor hij 83 interlands speelde en 28 keer scoorde.

## Spelerscarrière
Ibišević begon in het Noord-Bosnische Vlasenica met zijn opleiding. Toen de Bosnische Oorlog begon, besloot de Bosniakkenfamilie te vertrekken naar Tuzla. Daar begon Vedad te voetballen bij Proleter Slavonovići, dat in een voorstad lag. Van daaruit ging hij naar het jeugdteam van de toenmalige eersteklasser Zmaj od Bosne. Tijdens deze periode speelde hij ook voor het eerst bij jeugdelftal van Bosnië en Herzegovina.
Om de ontwikkeling van Ibišević niet verder in de weg te staan, besloot zijn familie in 2000 te vertrekken naar Zwitserland. Hier begon de Bosniak met voetballen bij FC Baden, maar na tien maanden vertrok zijn familie naar St. Louis in de Verenigde Staten, omdat de verblijfsvergunning niet werd verlengd. Als gevolg daarvan ging hij aan de slag bij het voetbalteam van de Saint Louis University. Hier ontwikkelde hij zich tot een van de meest veelbelovende spitsen in de regio, aan het einde van 2002 werd hij door "Soccer America Magazine" uitgeroepen tot een van de 25 beste voetballers op een universiteit. Tijdens een interland van het jeugdelftal van Bosnië en Herzegovina tegen Macedonië, werd de Bosniak opgemerkt door meerdere scouts, waaronder ook de Franse voetballegende Michel Platini zich bevond. Uiteindelijk was Vahid Halilhodžić, de Bosnische trainer van Paris Saint-Germain, het meest slagvaardig. Hij liet hem in 2004 snel tekenen voor het vernieuwde Ligue 1-team. Aan het begin van het seizoen speelde hij nog wel enkele wedstrijden voor de club uit Parijs, maar uiteindelijk werd er besloten om hem aan Ligue 2-club Dijon FCO te verhuren.
In 2005 tekende hij een tweejarig contract bij de club uit Dijon. Een jaar later, in mei 2006, tekende de Bosniak vervolgens een driejarig contract bij de gepromoveerde Duitse Bundesliga-club Allemania Aachen. Op zaterdag 24 maart 2007 speelde de toenmalige 22-jarige spits zijn eerste interland voor Bosnië en Herzegovina. Hij kwam 90 minuten in actie tegen Noorwegen.
Toen in 2007 bleek dat Allemania Aachen weer zou degraderen naar de 2. Bundesliga vertrok Ibišević voor 1,2 miljoen euro naar een andere 2. Bundesliga-club, TSG Hoffenheim. In het seizoen 2007/2008 kon hij zijn eigen verwachtingen echter niet nakomen, hij moest vaak zijn eveneens nieuw gekomen teamgenoten Chinedu Obasi en Demba Ba voor zich dulden. Met de promotie naar de Bundesliga verbeterden zijn prestaties zich aanzienlijk, in de eerste wedstrijd tegen Energie Cottbus scoorde hij meteen twee maal. In de tweede wedstrijd tegen Borussia Mönchengladbach scoorde hij opnieuw, net zoals in de derde wedstrijd tegen Bayer Leverkusen.
In oktober 2008 werd Ibišević verkozen tot Voetballer van de Maand, ook in augustus en september was hij al een van de kanshebbers. In november 2008 bereikte hij opnieuw een tweede plaats in de ranglijst. Bovendien werd de Bosniër door kicker Sportmagazin verkozen tot beste voetballer van het seizoen 2008/2009, hij kreeg zelfs het predicaat "Wereldklasse" toegewezen, iets wat bij voetballers maar zelden gebeurt. In een opiniepeiling op sport.ba werd hij met 69% van de stemmen verkozen tot Beste voetballer van Bosnië-Herzegovina 2008.
Op 14 januari 2009, in een vriendschappelijke wedstrijd tegen Hamburger SV, scheurde Ibišević een kruisband in zijn rechterknie af. Een MRI-scan wees uit dat hij na een operatie de rest van het seizoen zou moeten herstellen van de kwetsuur.
Ibišević maakte op dinsdag 15 oktober 2013 het enige doelpunt in een WK-kwalificatiewedstrijd in en tegen Litouwen (0-1) in Kaunas. Daardoor plaatste Bosnië en Herzegovina zich voor het eerst in de geschiedenis voor een WK.
Hij verruilde VfB Stuttgart in juli 2016 voor Hertha BSC, dat hem in het voorgaande seizoen al huurde. Medio 2020 ging hij naar Schalke 04 waar zijn contract aan het einde van het kalenderjaar ontbonden werd.

## Clubstatistieken
| Seizoen | Club                 | Competitie           | Wed. | Goals |
| ------- | -------------------- | -------------------- | ---- | ----- |
| 2003    | St. Louis Strikers   | United Soccer League | 22   | 18    |
| 2004    | Chicago Fire Premier | United Soccer League | 3    | 3     |
| 2004/05 | Paris Saint-Germain  | Ligue 1              | 4    | 0     |
| 2005/06 | Dijon FCO            | Ligue 2              | 33   | 10    |
| 2006/07 | Alemannia Aachen     | Bundesliga           | 24   | 6     |
| 2007/08 | TSG Hoffenheim       | 2. Bundesliga        | 31   | 5     |
| 2008/09 | TSG Hoffenheim       | Bundesliga           | 17   | 18    |
| 2009/10 | TSG Hoffenheim       | Bundesliga           | 34   | 12    |
| 2010/11 | TSG Hoffenheim       | Bundesliga           | 31   | 8     |
| 2011/12 | TSG Hoffenheim       | Bundesliga           | 10   | 5     |
| 2011/12 | VfB Stuttgart        | Bundesliga           | 15   | 8     |
| 2012/13 | VfB Stuttgart        | Bundesliga           | 30   | 15    |
| 2013/14 | VfB Stuttgart        | Bundesliga           | 27   | 10    |
| 2014/15 | VfB Stuttgart        | Bundesliga           | 14   | 0     |
| 2015/16 | → Hertha BSC         | Bundesliga           | 26   | 10    |
| 2016/17 | Hertha BSC           | Bundesliga           | 32   | 12    |
| 2017/18 | Hertha BSC           | Bundesliga           | 27   | 6     |
| 2018/19 | Hertha BSC           | Bundesliga           | 28   | 10    |
| 2019/20 | Hertha BSC           | Bundesliga           | 6    | 3     |

| Interlanddoelpunten | Interlanddoelpunten | Interlanddoelpunten | Interlanddoelpunten                      | Interlanddoelpunten | Interlanddoelpunten | Interlanddoelpunten | Interlanddoelpunten |
| №                   | Datum               | Locatie             | Wedstrijd                                | Goal(s)             | Score               | Uitslag             | Competitie          |
| ------------------- | ------------------- | ------------------- | ---------------------------------------- | ------------------- | ------------------- | ------------------- | ------------------- |
| 1                   | 13 oktober 2007     | Athene              | Griekenland – Bosnië en Herzegovina      | 90'                 | 3 – 2               | 3 – 2               | EK-kwalificatie     |
| 2                   | 19 november 2008    | Maribor             | Slovenië – Bosnië en Herzegovina         | 2'                  | 0 – 1               | 3 – 4               | WK-kwalificatie     |
| 3                   | 19 november 2008    | Maribor             | Slovenië – Bosnië en Herzegovina         | 62'                 | 1 – 4               | 3 – 4               | WK-kwalificatie     |
| 4                   | 10 oktober 2009     | Tallinn             | Estland – Bosnië en Herzegovina          | 64'                 | 0 – 2               | 0 – 2               | WK-kwalificatie     |
| 5                   | 3 maart 2010        | Sarajevo            | Bosnië en Herzegovina – Ghana            | 40'                 | 1 – 1               | 2 – 1               | Vriendschappelijk   |
| 6                   | 10 augustus 2010    | Sarajevo            | Bosnië en Herzegovina – Qatar            | 9'                  | 1 – 0               | 1 – 1               | Vriendschappelijk   |
| 7                   | 8 oktober 2010      | Tirana              | Albanië – Bosnië en Herzegovina          | 21'                 | 0 – 1               | 1 – 1               | EK-kwalificatie     |
| 8                   | 26 maart 2011       | Zenica              | Bosnië en Herzegovina – Roemenië         | 63'                 | 1 – 1               | 2 – 1               | EK-kwalificatie     |
| 9                   | 26 maart 2012       | Sankt Gallen        | Bosnië en Herzegovina – Brazilië         | 13'                 | 1 – 1               | 1 – 2               | Vriendschappelijk   |
| 10                  | 15 augustus 2012    | Llanelli            | Wales – Bosnië en Herzegovina            | 21'                 | 0 – 1               | 0 – 2               | Vriendschappelijk   |
| 11                  | 7 september 2012    | Vaduz               | Liechtenstein – Bosnië en Herzegovina    | 33'                 | 0 – 3               | 1 – 8               | WK-kwalificatie     |
| 12                  | 7 september 2012    | Vaduz               | Liechtenstein – Bosnië en Herzegovina    | 40'                 | 0 – 4               | 1 – 8               | WK-kwalificatie     |
| 13                  | 7 september 2012    | Vaduz               | Liechtenstein – Bosnië en Herzegovina    | 83'                 | 1 – 8               | 1 – 8               | WK-kwalificatie     |
| 14                  | 16 oktober 2012     | Zenica              | Bosnië en Herzegovina – Litouwen         | 28'                 | 1 – 0               | 3 – 0               | WK-kwalificatie     |
| 15                  | 6 februari 2013     | Ljubljana           | Slovenië – Bosnië en Herzegovina         | 33'                 | 0 – 1               | 0 – 3               | Vriendschappelijk   |
| 16                  | 22 maart 2013       | Zenica              | Bosnië en Herzegovina – Griekenland      | 36'                 | 2 – 0               | 3 – 1               | WK-kwalificatie     |
| 17                  | 7 juni 2013         | Riga                | Letland – Bosnië en Herzegovina          | 53'                 | 0 – 2               | 0 – 5               | WK-kwalificatie     |
| 18                  | 3 augustus 2013     | Sarajevo            | Bosnië en Herzegovina – Verenigde Staten | 30'                 | 2 – 0               | 3 – 4               | Vriendschappelijk   |
| 19                  | 11 oktober 2013     | Zenica              | Bosnië en Herzegovina – Liechtenstein    | 38'                 | 3 – 0               | 4 – 1               | WK-kwalificatie     |
| 20                  | 15 oktober 2013     | Kaunas              | Litouwen – Bosnië en Herzegovina         | 38'                 | 0 – 1               | 0 – 1               | WK-kwalificatie     |
| 21.                 | 15 juni 2014        | Rio de Janeiro      | Argentinië – Bosnië en Herzegovina       | 84'                 | 2 – 1               | 2 – 1               | WK 2014             |
| 22.                 | 4 september 2014    | Tuzla               | Bosnië en Herzegovina – Liechtenstein    | 2'                  | 1 – 0               | 3 – 0               | Vriendschappelijk   |
| 23.                 | 4 september 2014    | Tuzla               | Bosnië en Herzegovina – Liechtenstein    | 14'                 | 2 – 0               | 3 – 0               | Vriendschappelijk   |
| 24.                 | 9 september 2014    | Zenica              | Bosnië en Herzegovina – Cyprus           | 6'                  | 1 – 0               | 1 – 2               | EK-kwalificatie     |
| 25.                 | 10 oktober 2015     | Zenica              | Bosnië en Herzegovina – Wales            | 90'                 | 2 – 0               | 2 – 0               | EK-kwalificatie     |

## Trivia
- Ibišević spreekt vloeiend Bosnisch, Engels, Frans en Duits. Bij Alemannia Aachen was hij tijdens de trainingen officieel tolk voor alle spelers die de Duitse taal niet machtig waren.